# Astrogorgia lea
Astrogorgia lea är en korallart som beskrevs av Manfred Grasshoff 2000. Astrogorgia lea ingår i släktet Astrogorgia och familjen Plexauridae.
Artens utbredningsområde är Röda havet. Inga underarter finns listade i Catalogue of Life.